# Iouli Vorontsov
Pour les articles homonymes, voir Vorontsov.
Iouli Mikhaïlovitch Vorontsov (en russe : Юлий Михайлович Воронцов), né le 7 octobre  1929 à Léningrad et décédé le 12 décembre 2007 à Moscou (Russie), est un diplomate soviétique puis russe. Il occupa des postes importants dans les dernières années de l'Union soviétique et les premières années de la nouvelle Russie, après la dislocation de l'URSS en 1991. Il fut également Président de l'International Centre of the Roerichs à Moscou, dévolu à la peinture et à l'architecture.

## Biographie
Conseiller à l'ambassade d'URSS aux États-Unis à Washington, au début des années 1970, Iouli Vorontsov est ambassadeur d'URSS en Inde de 1978 à 1983, puis ambassadeur d'Union soviétique en France, du mercredi 19 janvier 1983 au jeudi 19 juin 1986.
À ce titre, il est confronté à l'expulsion de France de 47 diplomates et représentants Soviétiques pour espionnage le mardi 5 avril 1983 dans le cadre de l'affaire « Farewell ». Rappelé à Moscou pour traiter des négociations sur les armements stratégiques, il est ensuite nommé en Afghanistan du vendredi 14 octobre 1988 au vendredi 15 septembre 1989. Il fut par la suite le dernier ambassadeur soviétique à l'Organisation des Nations unies, du mardi 22 mai 1990 au mercredi 25 décembre 1991 puis le premier ambassadeur de la nouvelle Russie à l'Organisation des Nations unies du jeudi 26 décembre 1991 au jeudi 7 juillet 1994. Il termina sa carrière en occupant le poste d'ambassadeur russe aux États-Unis de 1994 à 1998. Il est ensuite chargé de mission auprès du Koweït pour gérer la question des disparus de la Guerre du Golfe.
Il meurt le mercredi 12 décembre 2007 à Moscou à l'âge de 78 ans.